# L'avar
L'avar (títol original en francès: L'Avare) és una obra de teatre escrita l'any 1668 per Molière.

## Context
Després del mig fracàs de El misantrop (1666), Molière, potser cansat de la lluita amb els seus enemics, ja no es mostrarà tan audaç en la crítica, i al contrari del que va fer amb el Tartuf o el Don Juan, deixarà de fustigar els vicis públics i se centrarà en els vicis de caràcter o els costums privats.

## Argument
Harpagon, un home ric i avar que viu, i fa viure als que l'envolten, en una escassetat molt exagerada, té dos fills. Ambdós estan enamorats d'algú de l'entorn: Elisa, la filla, de l'intendent, i Cleant, el fill, d'una veïna que el seu pare vol prendre per esposa.
El pare els vol fer casar amb sengles vidus rics. Finalment, després d'embolics i malentesos, els fills es surten amb la seva, gràcies al fet que apareix el pare (durant anys desaparegut en un naufragi) dels dos enamorats dels germans, els quals descobreixen que també ells són germans. El pare d'aquests, que recupera la seva família dispersada, i que (fa temps) ha recuperat la fortuna de la família, resulta ser ric, i s'ocupa de les despeses de tot plegat (casoris, etc.).

## Personatges
- Harpagon: L'avar, és pare de Cleant i d'Elisa, i pretendent de Marianna (la veïna). Home sense escrúpols, encegat per la seva avarícia, incapaç d'estimar res més que la seva fortuna, la qual oculta als altres obsessivament. Té els seus fills vivint en la precarietat, i sotmesos a continus sacrificis.
- Cleant: Fill d'Harpagon, enamorat de Mariana. Cleant és un jove que, per viure i vestir mitjanament bé, li cal omplir-se de deutes. Aliat amb la seva germana, Cleant prova d'evitar que el seu pare es casi amb la jove Marianna, i els faci infeliços a ells dos.
- Elisa: Filla d'Harpagon, que estima Valeri, que fa d'intendent del seu pare. Harpagon la vol fer casar amb el vell vidu ric Anselm, i ella i Valeri volen tractar d'impedir-ho.
- Valeri: Fill d'Anselm i enamorat d'Elisa. Treballa d'intendent d'Harpagon, afalagant-lo sempre per guanyar-se'l. Fa anys, en un naufragi (en el que va conèixer i salvar Elisa), va creure perdre els seus pares, però se sap hereu d'una fortuna. Amb Elisa, maquinen com evitar la boda que l'hi ha imposat Arpagon.
- Marianna: filla d'Anselm, enamorada de Cleant i sol·licitada per Harpagon. És una bella jove que viu en la pobresa amb la seva mare. Descobreix que ha estat sol·licitada pel pare del seu enamorat i, en descobrir que Cleant també l'estima, maquinen junts com evitar el casament amb Harpagon i fugir junts. Després descobreix ser filla d'Anselm i germana de Valeri.
- Anselm: Pare de Valeri i de Marianna, desaparegut durant anys i que creia que la seva família era morta. Conserva la fortuna de la família i allibera Elisa del seu compromís perquè es pugui casar amb el seu fill, i també ajuda Marianna a casar-se amb Cleant, assumint les despeses de tot plegat.
- Frosina: Dona intrigant que fa de celestina d'Harpagon i Marianna. Li ofereix la possibilitat de casar-se amb la noia i fa d'intermediària perquè espera treure'n un benefici econòmic, que no rebrà. Més tard s'alia amb Cleant i Marianna per evitar el casori.
- Mestre Simó: Corredor. Realitza els tractes amb els pobres que sol·liciten que Harpagon els deixi diners en préstec, sobre els quals Harpagon comet usura.
- Mestre Jaume: Cuiner i cotxer d'Harpagon, a qui sempre maltracta, i li fa fer malabarismes pressupostaris, el qual, per venjar-se de l'intendent Valeri (que és complaent amb Harpagon) l'acusa de robatori.
- Sageta: Criat de Cleant, maltractat sovint per Harpagon, el que descobreix l'amagatall dels diners d'Harpagon i els hi roba per donar-los a Cleant.
- Clàudia: Criada d'Harpagon.
- Bacallà: Lacai d'Harpagon.
- Brindacivada: Lacai d'Harpagon.
- Un comissari amb el seu escrivent.

## Traducció al català
Sergi Belbel en va fer la traducció al català per al Festival Grec de 1996, representada per Joel Joan, i Joan Pera en 2016.